# Carsten Tank

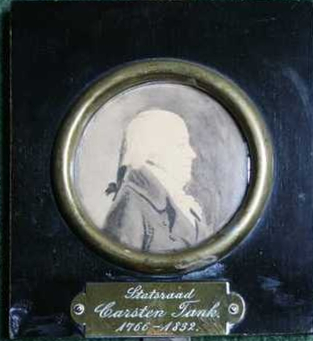
Porträtt av Carsten Tank.

Carsten Tank, född den 24 april 1766 i Fredrikshald, död den 28 januari 1832 på godset Kod nära Fredrikshald, var en norsk statsman, far till Nils Otto Tank.
Tank var sedan 1790 affärsman, skeppsredare och godsägare i stor skala i sin hembygd, men hade även livliga politiska intressen och trädde redan 1790 - utan något som helst officiellt uppdrag - i underhandlingar med general Armfelt, som på Gustav III:s vägnar mötte Tank och ett par andra norrmän nära Eda skans för att överlägga om möjligheten av Norges skiljande från Danmark med svenske kungens hjälp. 
Som liberal och patriot sökte Tank senare upprätta en statsbank för och i Norge och grundlägga självständigt norskt universitet. Tank var självskriven deltagare i rådsmötet i Eidsvold 29 och 30 januari samt i "notabelmötet" där 16 februari 1814. I mars samma år blev han medlem av regeringen, men trädde redan 20 juli 1814 tillbaka för att kort därefter spela huvudrollen i de mellan Karl Johan och Kristian Fredrik förda förhandlingarna, som ledde till konventionen i Moss 14 augusti samma år. 
Tank var stortingsrepresentant för Fredrikshald och Fredrikstad 1815-1816 och för den förra staden ensam 1821-1822, ledamot av många viktiga kommittéer och stortingspresident 1821. Tank, som en gång var en av Norges rikaste män, måste 1829 på egen begäran låta sin firma, Tank & komp., göra konkurs.